# بين فروست
بين فروست (بالإنجليزية: Ben Frost)‏ هو فنان أسترالي، ولد في 1975.